# Pandanus halleorum
Pandanus halleorum là một loài thực vật thuộc họ Pandanaceae. Đây là loài đặc hữu của Vanuatu.